# جانيت وولز
جانيت وولز (بالإنجليزية: Jeannette Walls) (ولدت في 21 أبريل عام 1960)، في فينيكس أريزونا، وهي مؤلفة وصحافية أمريكية معروفة على نطاق واسع ومؤلفة كتاب «قلعة الزجاج»، وهي مذكرات عن الحياة الأسرية لطفولتها، نُشرت هذه المذكرات عام 2005، وحصلت على مبيعات عالية وصلت إلى أكثر من مليوني نسخة وترجمت إلى 22 لغة، والذي تحول لاحقا في عام 2017 إلى فيلم بأسم قلعة الزجاج.

## الحياة المهنية
بدأت عندما كان عمرها 27 عاماً، حيث ترأست جانيت وولز عموداً في مجلة النيويورك أسمه “الجاسوس” ، وغيرها من وسائل الإعلام.

## التعليم
تخرجت جانيت من كلية بارنارد في عام 1984 مع مرتبة الشرف.

## الحياة الشخصية
تزوجت من أريك غولدبرغ في عام 1988، لكنهم تطلقوا في عام 1996. ثم تزوجت من الصحفي جون جي تايلور وتعيش مع والدتها روز ماري.

## روابط خارجية
- جانيت وولز على موقع IMDb (الإنجليزية)